# ロング・ジョン

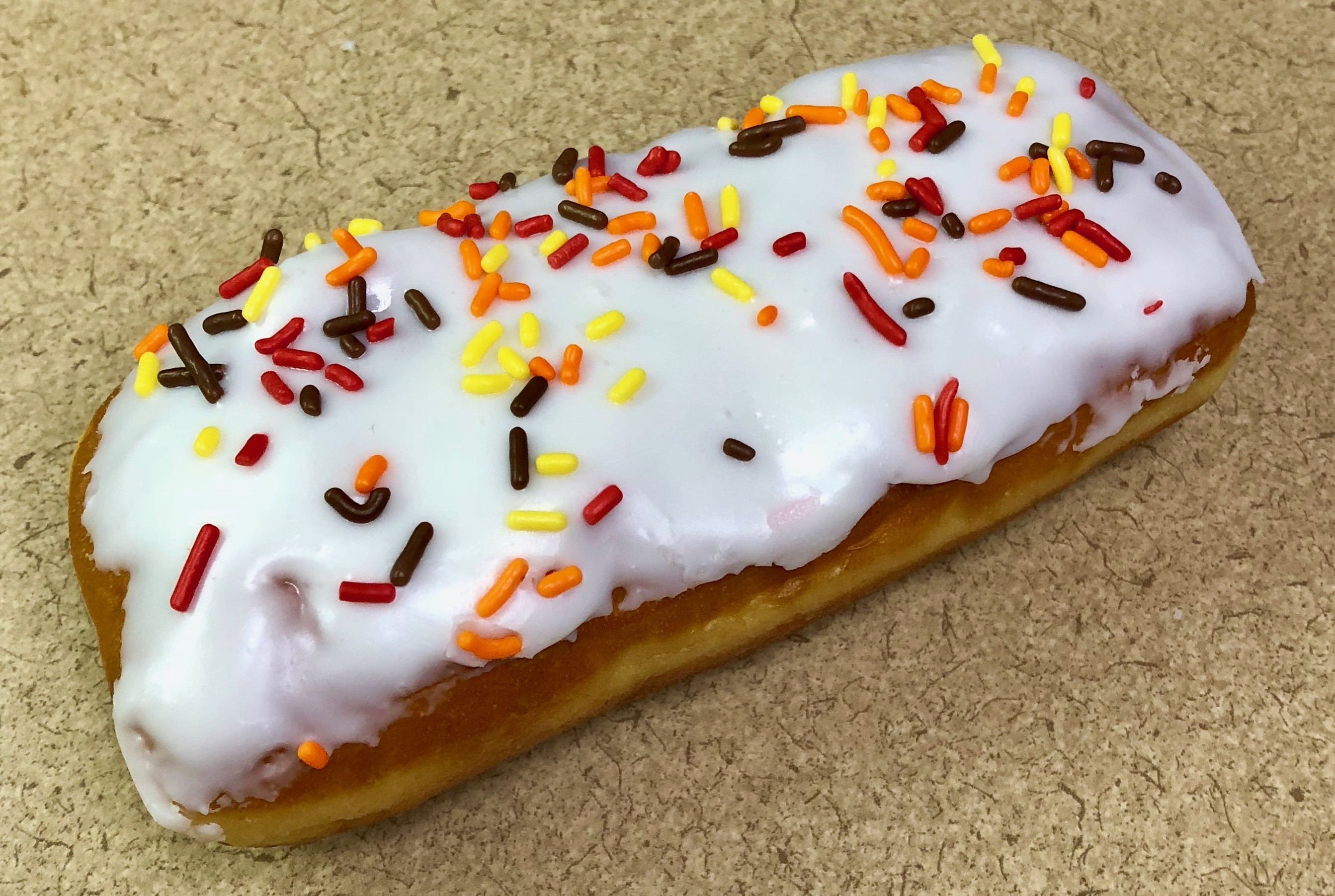
ロング・ジョン

ロング・ジョン（Long John）とは、アメリカ合衆国の棒状のドーナツである。多くの場合、アイシングやチョコレートソースなどでコーティングされる。
アメリカ北部において、メープルシロップでコーティングされたロング・ジョンはメープルバー(Maple bar)と呼ばれている。またベーコンを載せたものはメープル・ベーコン・ドーナッツとして知られている。
米国の一部では「エクレア」という名前で販売されていることもある。二つとも似ているが、生地とフィリングが異なる。